# ファブレット

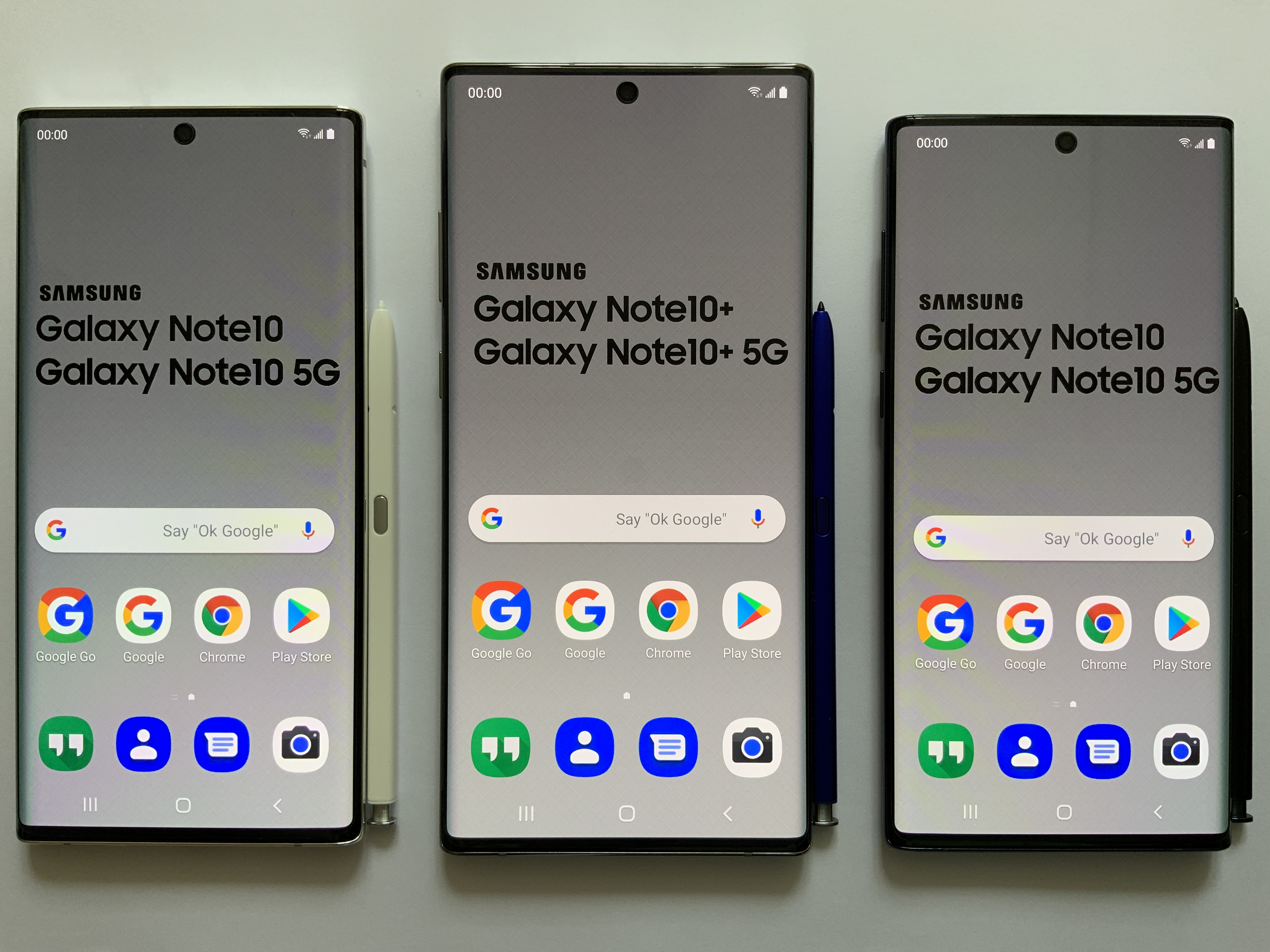
サムスングループのGalaxy Note

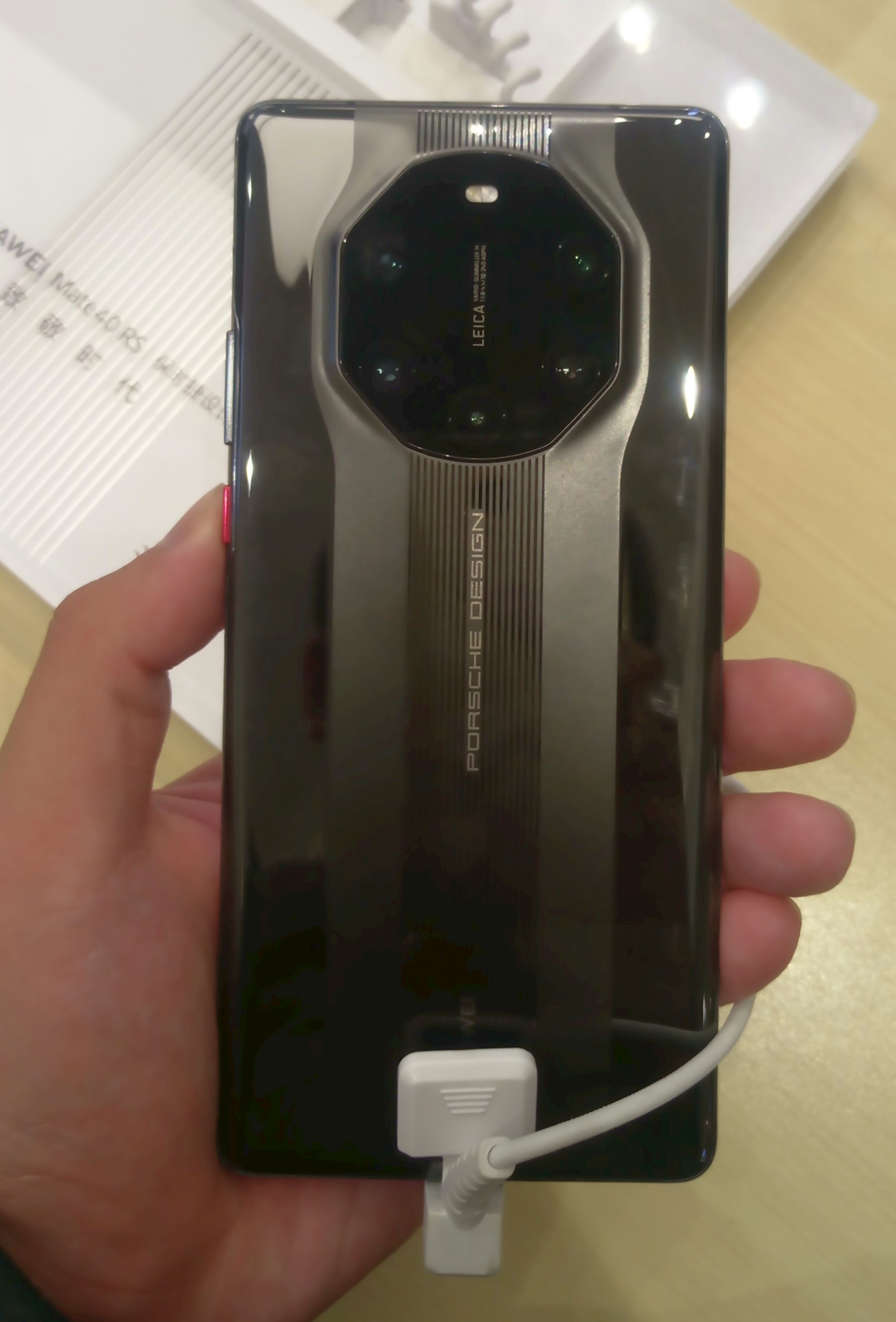
ファーウェイのMate 40

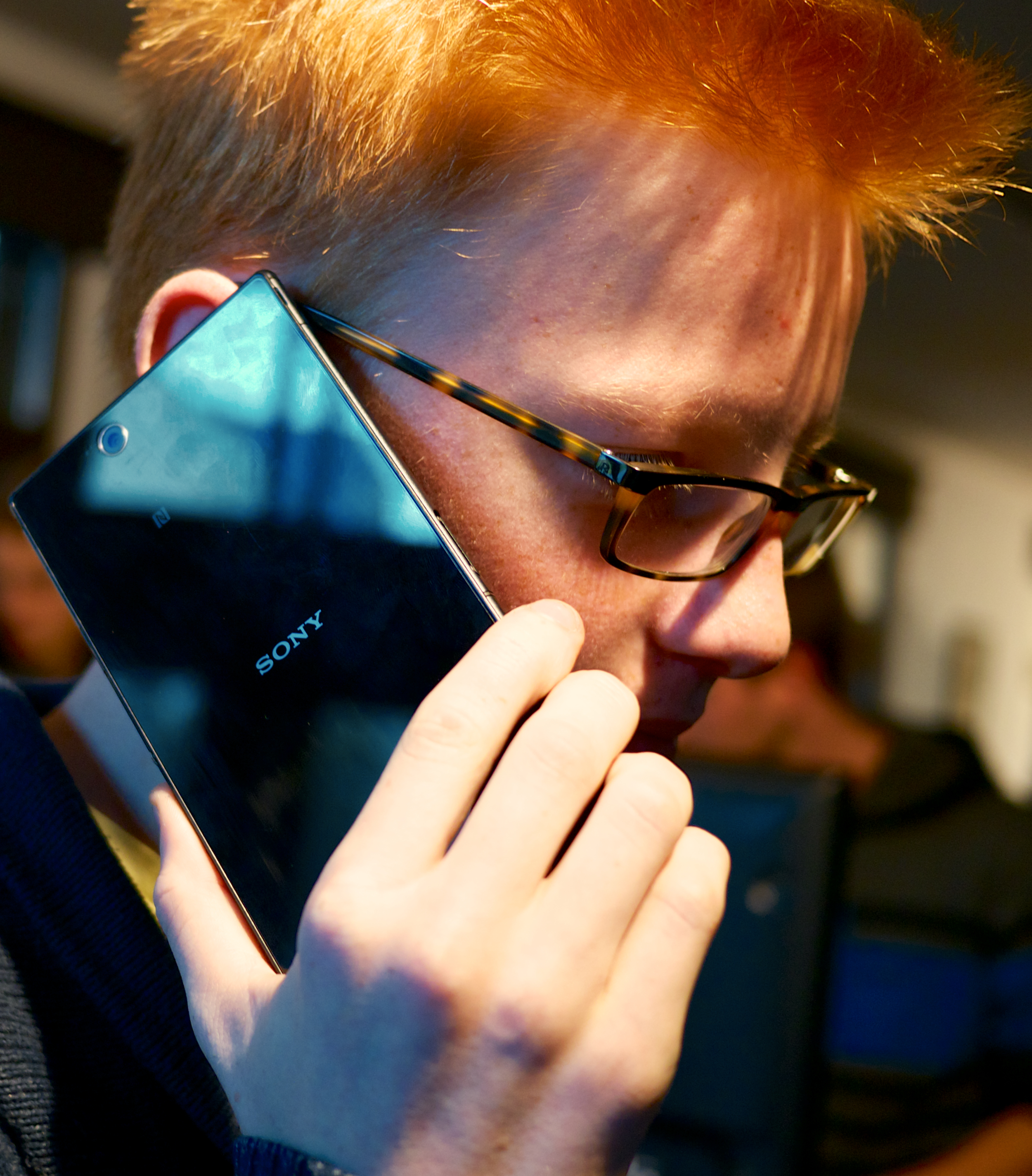
ファブレットで通話する男性（ソニー・Xperia Z Ultra）

ファブレット（英: Phablet）は、「Phone」と「Tablet」とを合わせた造語。明確な定義はないが、International Data Corporation は画面サイズが5.5インチ以上7インチ未満のスマートフォンと定義している。長さと幅が大きいスマートフォンと画面の小さいタブレットの要素を合わせもつ端末で、スタイラスが付属されるものも多い。しかし、2021年現在ではスマホの大画面化が進み、6インチ以上の端末が標準的になっているため、ファブレットという用語はほぼ死語（廃語）になっている。5.4インチのiPhone 13 miniが小型スマホと紹介されているが、iPhone miniシリーズは13で終了し、2022年のiPhone 14からはすべて6インチ以上のラインナップとなっている。